# Bandera de Neuquén
La bandera de la provincia del Neuquén fue adoptada como tal en 1989 bajo el Decreto 2766/89. La misma tiene los colores de la bandera nacional, que simboliza la pertenencia de Neuquén a la nación. Tiene tras franjas de colores, de color celeste, blanco y celeste, respectivamente.
El autor del diseño de la misma, al igual que el escudo de la provincia, fue Mario Aldo Mástice. La misma fue izada simultáneamente en todo Neuquén por primera vez el 28 de noviembre de 1989.
En el centro del emblema aparece la silueta del pehuén, especie típica neuquina. A sus pies hay una estrella federal, que se refiere al espíritu federal de la provincia, el volcán Lanín, de forma simétricamente perfecta, y que señala con el vértice de su cima el azul del cielo, y quiere expresa la vocación de grandeza de la provincia.
Los laureles significan la gloria, la libertad y la paz y las estrellas que completan el círculo hablan de la unión de los neuquinos en los dieciséis departamentos que integran la provincia.